# Natriumhypoklorit
Natriumhypoklorit eller natriumhypochlorit, NaClO, er et stærkt oxidationsmiddel og anvendes i en vandig opløsning til desinfektion og blegning.
Produktet sælges i de fleste supermarkeder i blå 1-liters plastflasker under handelsnavne som Klorin.